# Dominique Bagouet
Œuvres principales
Chansons de nuit
Déserts d'amour
Le Crawl de Lucien
Assaï
Le Saut de l'ange
So Schnell
Necesito 
Fantaisa semplice
Dominique Bagouet est un danseur et chorégraphe français né le 9 juillet 1951 à Angoulême et mort le 9 décembre 1992 à Montpellier. Il fut une grande figure de la danse contemporaine et de la nouvelle danse française.

## Biographie
Dominique Bagouet entame une formation en danse classique à Cannes, dans l’école de Rosella Hightower, et obtient ses premiers engagements au Ballet du Grand Théâtre de Genève dirigé par Alfonso Cata, où il danse le répertoire de Balanchine. Après une période où il est interprète chez Félix Blaska, puis chez Maurice Béjart à Bruxelles, il découvre l'enseignement de Carolyn Carlson à l'Opéra de Paris, celui de Peter Goss, et fait partie de Chandra, le groupe d'anciens danseurs de Mudra.
En 1974, il part pour les États-Unis où il acquiert les techniques de Martha Graham et de José Limón avant d'aborder la danse postmoderne avec Merce Cunningham, Trisha Brown et Lar Lubovitch, entre autres.
De retour en France en 1976, il présente sa première chorégraphie, Chansons de nuit, au Concours de Bagnolet, pour laquelle il obtient le premier prix. Il fonde la compagnie Dominique Bagouet et s'établit à Montpellier où il devient directeur, dès 1980, de l'un des premiers Centres chorégraphiques régionaux (devenu Centre chorégraphique national en 1984).
Dès lors les créations s'enchaînent. En 1981, il crée le premier Festival international Montpellier Danse. Pour l'accompagner dans ses créations chorégraphiques, il fait appel à de nombreux artistes, des musiciens comme Gilles Grand, Denis Levaillant, Tristan Murail, Pascal Dusapin mais aussi des plasticiens comme Christian Boltanski, William Wilson ou Christine Le Moigne. Il se soucie particulièrement de l'enseignement et de la formation du danseur et il élabore le projet d'aménagement du bâtiment des Ursulines pour le développement du Centre chorégraphique.
Dominique Bagouet est au cœur du renouveau de la danse d'auteur des années 1980, mouvement également appelé nouvelle danse française. L'association Les Carnets Bagouet, créée après sa disparition en 1992 par les membres de sa compagnie (notamment Olivia Grandville), préserve et diffuse son œuvre sous diverses formes. Bagouet est désormais entré au répertoire de nombreuses troupes en France et à l'étranger (Ballet de l'Opéra national de Paris, Lyon Opéra Ballet, ballet du Grand Théâtre de Genève, Dance Theater of Ireland).
Dominique Bagouet meurt en 1992 du sida alors qu’il était sur le point de commencer les répétitions de Noces d'or, en l'honneur des 50 ans de mariage de ses parents. Cette création est reléguée au stade de projet. Treize ans plus tard, Marie-Hélène Rebois fait revivre dans un film documentaire un portrait de l'artiste et ce qu'aurait été l'œuvre ultime du chorégraphe.
Le récit d'une représentation posthume de sa pièce Jours étranges ouvre la pièce-hommage Les Idoles de Christophe Honoré.
Dominique Bagouet est enterré au cimetière de Bardines d'Angoulême.

## Principales chorégraphies
- 1976 : Chansons de nuit
- 1977 : Voyage organisé
- 1982 : Insaisies
- 1984 : Déserts d'amour
- 1985 : Le Crawl de Lucien
- 1986 : Fantasia semplice et Assaï
- 1987 : Le Saut de l'ange
- 1989 : Meublé sommairement
- 1990 : Jours étranges et So Schnell
- 1991 : Necesito